# Гогт
Гогт (вірм. Գողթ), Гохт — село в марзі Котайк, у центрі Вірменії. Населення займається садівництвом і плодівництвом.